# رنو کانگو

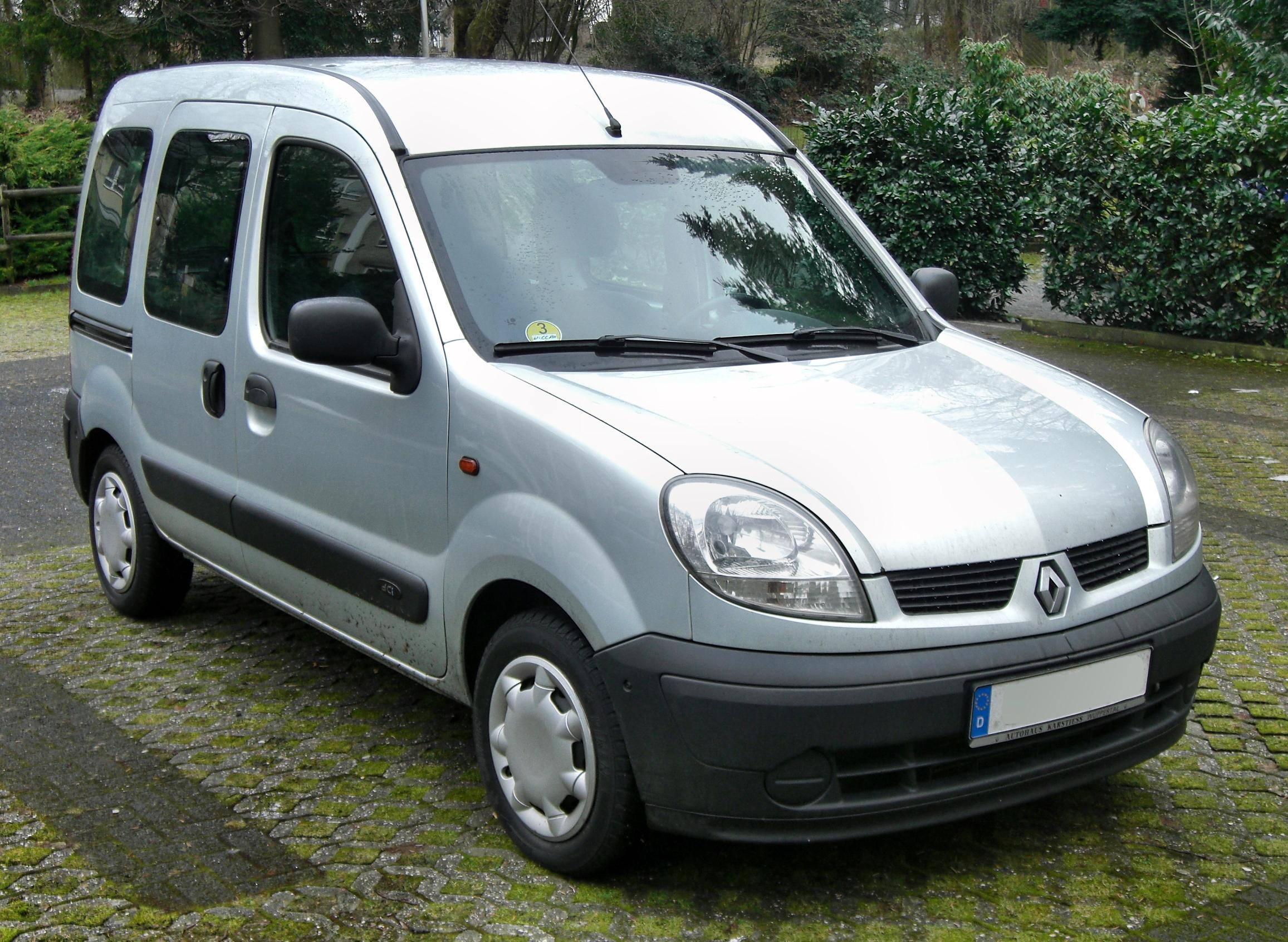

رنو کانگو (Renault Kangoo) خودرویی است که در سال‌های ۱۹۹۷ تا ۲۰۰۷ in EU، goes on in Argentina and Morocco تولید شده‌است. طراحی آن خودروهای موتور جلو-محور جلو بوده طول آن در حالت طبیعی ۴٬۰۳۵ میلیمتر (۱۵۸٫۹ اینچ)، عرض آن در حالت طبیعی ۱٬۶۷۰ میلیمتر (۶۵٫۷ اینچ) و ارتفاع آن در حالت طبیعی ۱٬۸۰۰ میلیمتر (۷۰٫۹ اینچ) است.

## نگارخانه

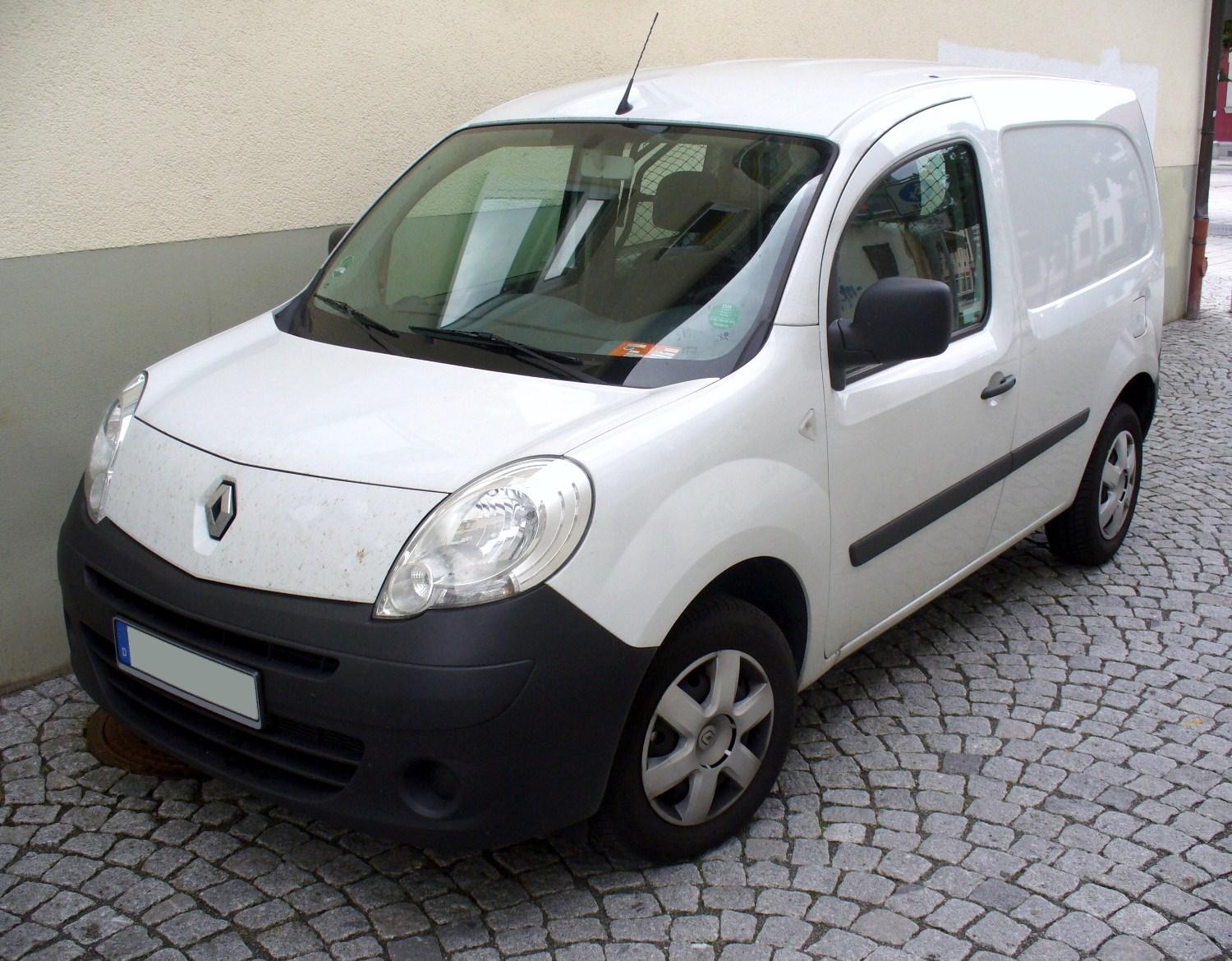
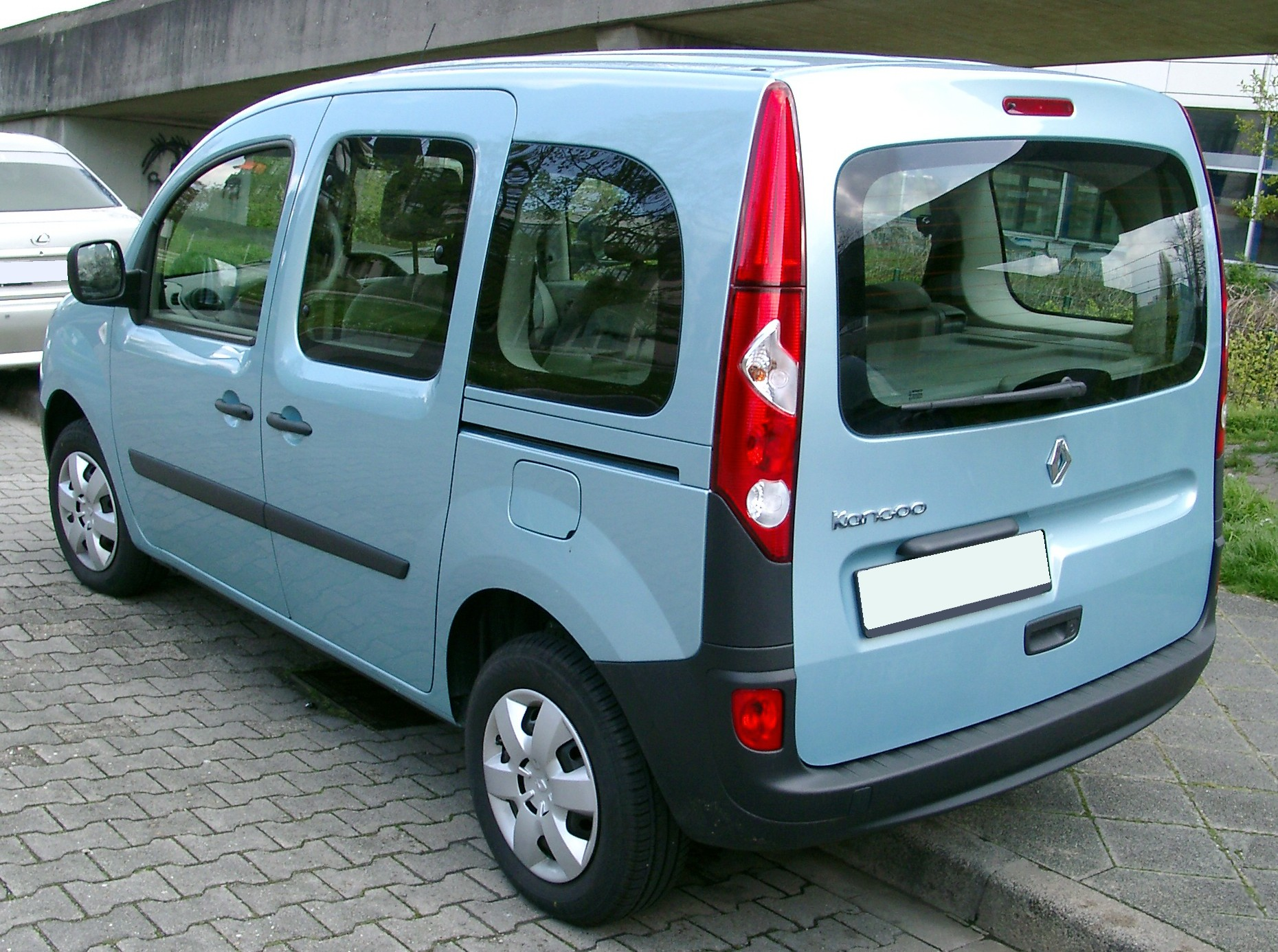